# Pomeroy, Iowa
Pomeroy là một thành phố thuộc quận Calhoun, tiểu bang Iowa, Hoa Kỳ. Năm 2010, dân số của thành phố này là 662 người.

## Dân số
Dân số qua các năm:
- Năm 2000: 710 người.
- Năm 2010: 662 người.